# Ratibati
Ratibati è una suddivisione dell'India, classificata come census town, di 4.370 abitanti, situata nel distretto di Bardhaman, nello stato federato del Bengala Occidentale. In base al numero di abitanti la città rientra nella classe VI (meno di 5.000 persone).

## Geografia fisica
La città è situata a 23° 39' 33 N e 87° 02' 33 E.

## Società

### Evoluzione demografica
Al censimento del 2001 la popolazione di Ratibati assommava a 4.370 persone, delle quali 2.393 maschi e 1.977 femmine. I bambini di età inferiore o uguale ai sei anni assommavano a 572, dei quali 294 maschi e 278 femmine. Infine, coloro che erano in grado di saper almeno leggere e scrivere erano 2.466, dei quali 1.598 maschi e 868 femmine.